# Davitt Sigerson
Davitt Sigerson (Nova Iorque, 1957) é um novelista norte-americano, que teve seu início de carreira no mercado da música. Sigerson atuou como produtor musical, cantor, compositor, executivo de gravadora e jornalista.

## Biografia
Davitt Sigerson nasceu em Nova Iorque e cursou a Universidade de Oxford, no Reino Unido, onde permaneceu e escreveu sobre música para as revistas Black Music, Sounds, Melody Maker e Time Out. Em 1976, fez o arranjo da versão da canção "For the Love of Money" da dupla Gamble and Huff, lançada pela Disco Dub Band na gravadora The Movers. Retornou aos Estados Unidos em 1979 e passou a escrever para revistas e jornais como o Village Voice, Rolling Stone e New York Times.
Na década de 80 ele lançou dois álbuns solo pela gravadora ZE Records como cantor-compositor, Davitt Sigerson (1980) e Falling In Love Again (1984). Em 1990 ele gravou outro álbum, Experiment in Terror, com o tecladista Bob Thiele Jr., como integrante do The Royal Macadamians.
Escreveu canções com ou para vários artistas, incluindo Philip Bailey e Gene Simmons da banda Kiss, com quem escreveu a canção "Good Girl Gone Bad" em 1987, do álbum Crazy Nights. Além disso, ele trabalhou como produtor musical para Olivia Newton-John, The Bangles, Tori Amos, David & David entre outros.
Ele se tornou presidente da Polydor Records em 1991, presidente da EMI Records e Chrysalis em 1994, e da Island Records entre 1998 e 1999.
Seu primeiro romance, Faithfull, foi publicado em 2004 pela Doubleday nos EUA e pela Serpent's Tail na Grã-Bretanha.

## Discografia
- Davitt Sigerson (ZE, 1980)
- Falling In Love Again (ZE, 1984)
- Experiments In Terror (Island, 1990) (como membro do The Royal Macadamians)[4]